# Przełęcz Sanguszki
Przełęcz Sanguszki (480 m n.p.m.) – przełęcz między szczytami Kopytówki (549 m) od północy oraz Krowiej Góry (617 m) od południa, a także miejscowościami Harbutowice i Palcza. Zgodnie z regionalizacją fizycznogeograficzną Polski według Jerzego Kondrackiego, Kopytówka znajduje się na Wzgórzach Lanckorońskich na Pogórzu Wielickim, a Krowia Góra w Paśmie Babicy zaliczanym do Beskidu Makowskiego, jest to więc przełęcz także między tymi dwoma pasmami i mezoregionami.

Pomnik

Przebiega przez nią droga wojewódzka nr 956 Biertowice – Sułkowice – Zembrzyce oraz pieszy szlak turystyczny, wiodący z Lanckorony do Jordanowa. Na przełęczy znajduje się obelisk ku czci Eustachego Sanguszki, inicjatora budowy przebiegającej tędy drogi. Wybudowana została w latach 90. XIX wieku. Posiadała duże znaczenie gospodarcze i militarne. Austriacy w okresie I wojny światowej zaryglowali tę drogę. U podnóży Krowiej Góry do tej pory istnieją pozostałości ich okopów.
Na północ, nieco powyżej przełęczy znajduje się duży krzyż upamiętniający bitwę, jaką stoczyli tutaj konfederaci barscy (zwaną bitwą pod Grobami). Obok krzyża umieszczono duże głazy i zamontowano tabliczkę ze słowami Karola Balińskiego (w tekście inskrypcji błędnie przypisanymi Adamowi Mickiewiczowi):

Tylko pod krzyżem, tylko pod tym znakiem

Polska jest Polską, a Polak Polakiem.
Krzyż i tablicę ustawiono w 1999 r. dla uczczenia konfederatów. Ich zbiorowy grób znajduje się na pobliskim wzgórzu, przez miejscową ludność nazywanym Groby.

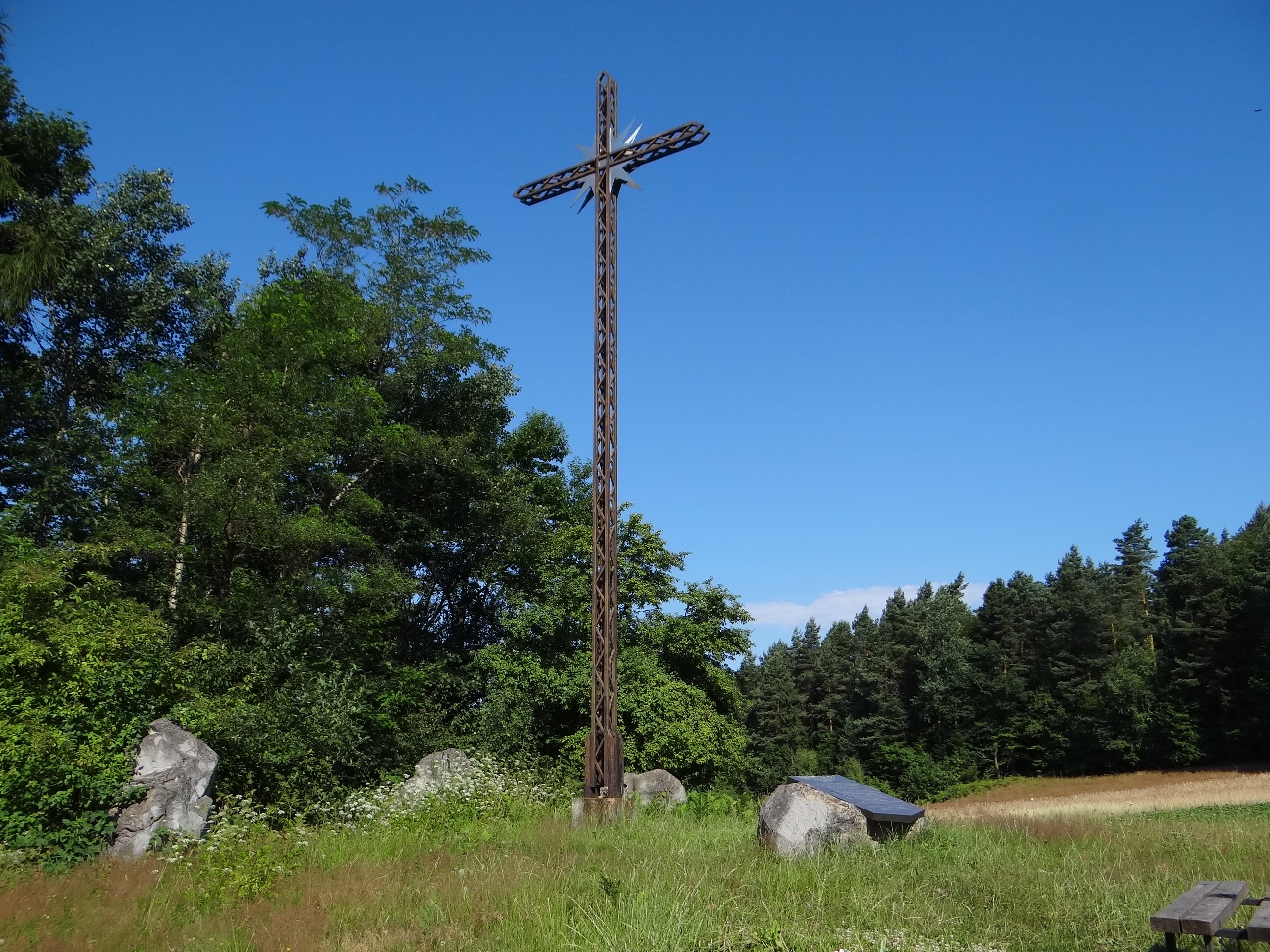
Przełęcz Sanguszki
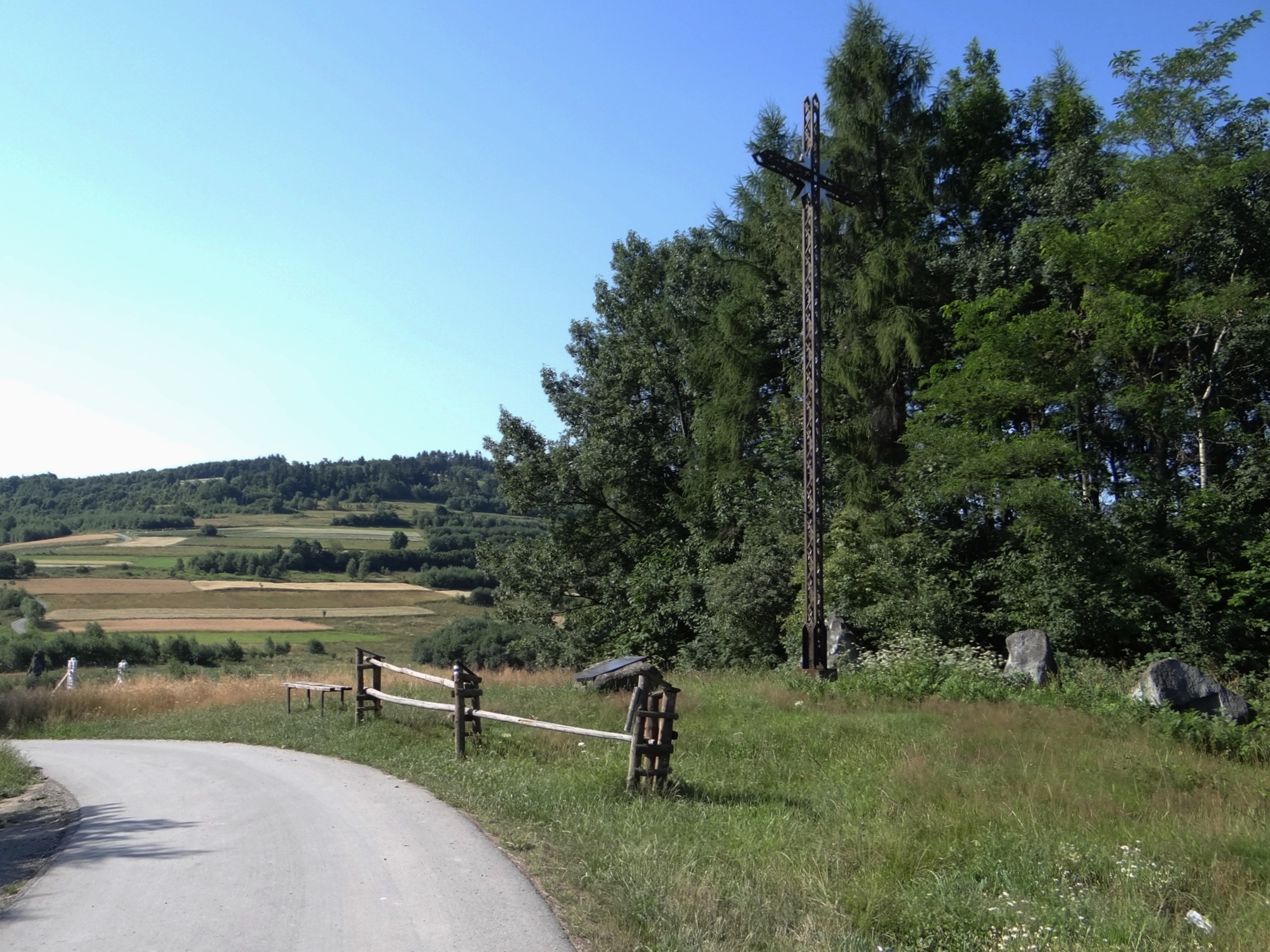
Krzyż konfederatów
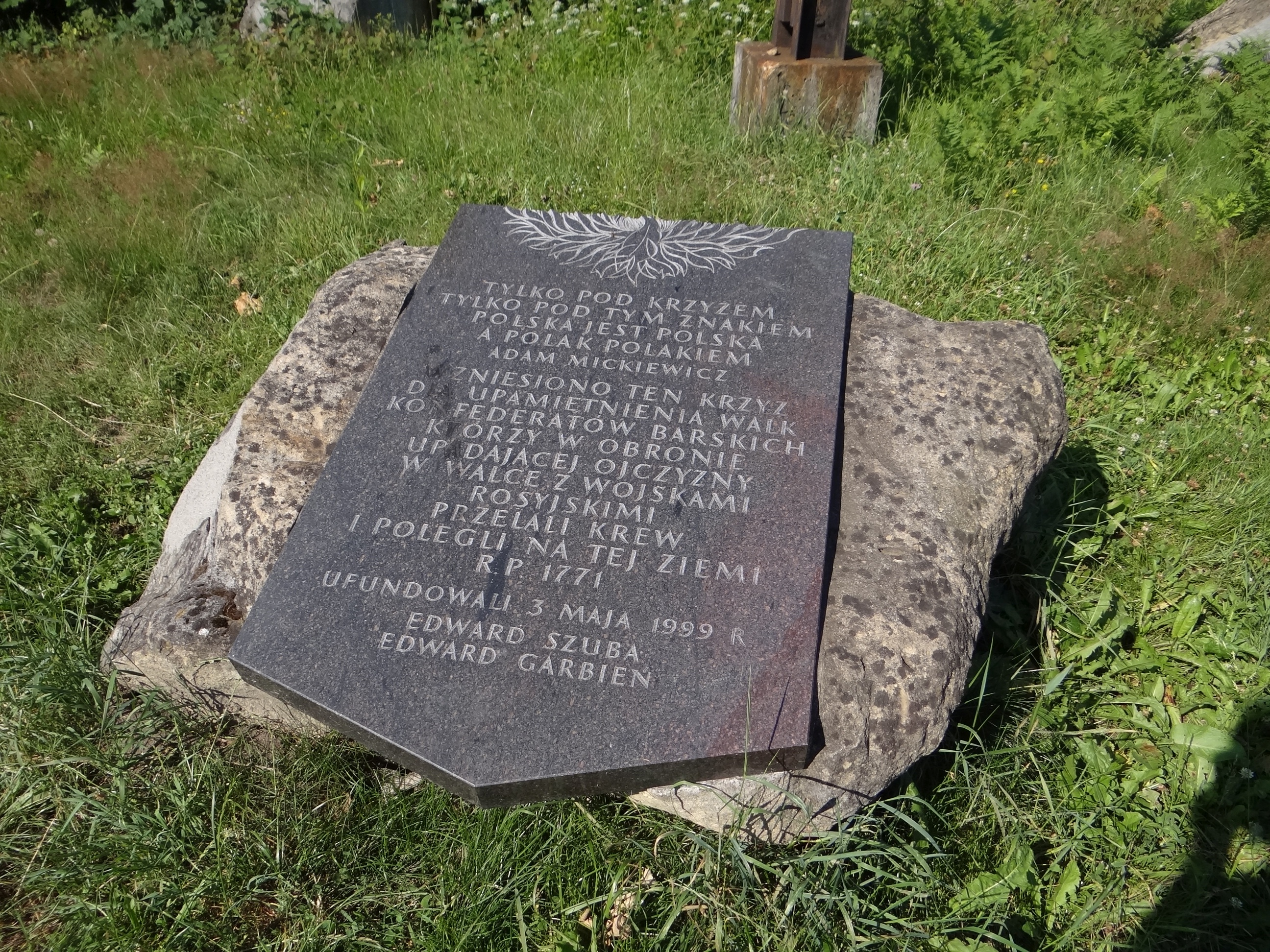
Tablica pamiątkowa przy krzyżu konfederatów